# ویلیام مورو و شرکت
ویلیام مورو و شرکت (انگلیسی: William Morrow and Company) یک شرکت انتشاراتی آمریکایی است که توسط ویلیام مورو در سال ۱۹۲۶ تأسیس شد. این شرکت توسط اسکات فورمن در سال ۱۹۶۷ خریداری شد، در سال ۱۹۸۱ به شرکت ارتباطات هرست فروخته شد و در سال ۱۹۹۹ به ابرشرکت نوز (تا ۲۰۱۳) (نوز کورپوریشن) در سال ۱۹۹۹ فروخته شد.

## در پزشکی
از واژگان WiLLiaM MoRRoW به طور وسیعی جهت بخاطرسپاری شکل موج های V1 و V6 الکتروکاردیوگرام در بلوک‌های شاخه‌ای دسته‌ای قلب استفاده می‌شود به این صورت که:
WiLLiaM: که W وضعیت موج V1 و M وضعیت موج V6 و LL یادآور بلوک شاخه‌ای دسته‌ای چپ است.
MoRRoW: که M وضعیت موج V1 و W وضعیت موج V6 و RR یادآور بلوک شاخه‌ای دسته‌ای راست است.